# Sida (Abjasia)
Sida (en georgiano: სიდა; en abjasio: Сида) es un pueblo que pertenece a la parcialmente reconocida República de Abjasia, dentro del distrito de Gali, aunque de iure es parte del municipio de Gali de la República Autónoma de Abjasia de Georgia.

## Geografía
Sida está situado a 7 km al sur de Gali. Limita con Repo-Eceri y Shashikvara en el norte, Kvemo Barguebi y Zemo Barguebi en el oeste; en el este está Chuburjinyi; y los pueblos de Nabakevi, Ganajleba y Taguiloni en el sur. La aldea de Patrajutsa están bajo la administración del pueblo.

## Historia
Sida fue en el pasado parte de la región histórica georgiana de Mingrelia y desde el siglo XVII de Samurzakán. Después del establecimiento de la Unión Soviética, la aldea formó parte de la RASS de Abjasia dentro del distrito de Gali. En este periodo casi toda la población era de nacionalidad georgiana.
Durante la guerra de Abjasia en 1992-1993, la aldea estuvo controlada por las tropas del gobierno georgiano y, después de los combates, la población quedó bajo el dominio separatista de Abjasia.
Según los acuerdos de Moscú de 1994 sobre el alto el fuego y la división de las partes beligerantes, el distrito de Gali se integró en la zona de amortiguamiento, donde la seguridad de las fuerzas de paz de la CEI se ocupaba de la seguridad dentro de la misión UNOMIG. Las fuerzas de paz abandonaron Abjasia después de que Rusia reconociera su independencia en 2008. 
El 1 de junio de 1997 se produjo una masacre en la base las tropas de paz de la CEI. El autor fue el sargento Artur Vaganov quien se emborrachó, desmanteló la red de comunicaciones de la base y atacó a sus compañeros (causando diez soldados y heridas graves a otros tres).

## Demografía
La evolución demográfica de Sida entre 1989 y 2011 fue la siguiente:
| 2046                                                | 718 |
| (Fuente: Population of Abkhazia since Soviet times) |     |

La población de Sida ha disminuido enormemente tras la guerra de Abjasia pero su composición no ha variado, siendo inmensamente mayoritarios los georgianos étnicos.
|              | 2011      | 2011       |
| Grupo étnico | Población | Porcentaje |
| ------------ | --------- | ---------- |
| Georgianos   | 708       | 98,6%      |
| Abjasios     | 7         | 1%         |
| Rusos        | 2         | 0,3%       |
| Ucranianos   | 1         | 0,1%       |
| Total        | 718       | 100%       |